# 波克夏·哈薩威
伯克希尔·哈撒韦為一間總部位於美國內布拉斯加州奥马哈的跨國多元控股公司，旗下掌管多家子公司。本來前身為一家紡織公司，在巴菲特於1965年取得波克夏經營權後，妥善配置它的保留盈餘拿去投資，而轉型為控股公司，旗下包括物业、意外險、再保險、及特殊類保險。
該公司過去多年來以日益雄厚的資本及微乎其微的負債，過去平均每年為股東創造20%以上的價值成長。60年後，傳奇掌舵人巴菲特宣布將於2025年底退休，投資人的股價增加了55,000倍。

## 历史

### 早期業務
伯克希尔·哈撒韦公司（Berkshire Hathaway）的历史可追溯到奥利弗·蔡斯（Oliver Chace）于1839年在罗得岛州谷瀑布市（Valley Falls）成立的谷瀑布公司（Valley Falls Company）。蔡斯之前曾為美国第一家成功的纺织厂的创始人塞繆爾·斯萊特工作。蔡斯于1806年成立了他的第一家纺织厂。1929年，谷瀑布公司与1889年在马萨诸塞州亚当斯成立的Berkshire Cotton Manufacturing Company合并。合并后的公司称为Berkshire Fine Spinning Associates。
1955年Berkshire Fine Spinning Associates与Hathaway Manufacturing Company合并，后者由Horatio Hathaway于1888年在马萨诸塞州新贝德福德成立，并从捕鲸和中国贸易中获利。Hathaway在最初的几十年中取得了成功，但在第一次世界大战后纺织业普遍下滑的情况下却遭受了打击。这时，Hathaway由Seabury Stanton经营，该公司的投资努力获得了大萧条后新的盈利能力的回报。合并后，伯克希尔·哈撒韦公司有15家工厂，雇用超过12,000名工人，收入超过1.2亿美元，总部位于新贝德福德。但是，到1950年代末，其中七个地点已关闭，并伴随着大规模裁员。

### 巴菲特的購買
1962年，沃伦·巴菲特（Warren Buffett）在公司关闭工厂后注意到其股票价格方向的格局后，开始购买伯克希尔·哈撒韦（Berkshire Hathaway）的股票。1964年，斯坦顿提出以每股$11.5美元的价格进行公开招标，以回购巴菲特的股票。巴菲特本來同意了这笔交易。几周后，沃伦·巴菲特以书面形式收到了要约，但要约价仅为$11.375美元。巴菲特后来承认，这个调低的报价使他生气。巴菲特後來没有以略低的价格出售，而是决定购买更多股票以控制该公司并解雇斯坦顿（他最终成功）。但是，这使巴菲特陷入了难堪的境地，他现在是一家走下坡路的纺织企业的大股东。
巴菲特最初维持伯克希尔·哈撒韦公司的纺织品核心业务，但到1967年，他开始涉足保险业和其他投资领域。最终，巴菲特承认了投資失利，公司有纺织业务的萎缩，公司的财务状况也没有改善。伯克希尔公司通过收购国家赔偿公司（National Indemnity Company）而首次涉足保险业务，開始轉作金融業。

### 轉型控股
1970年代后期，伯克希尔收购了政府雇员保险公司（GEICO）的股权，该公司现已成为其保险业务的核心，并且是伯克希尔·哈撒韦公司其他投资的主要资金来源。1985年，伯克希尔·哈撒韦公司百年历史核心的纺织业务被关闭。
2010年，巴菲特曾回顧此事，声称收购伯克希尔·哈撒韦公司是他有史以来最大的投资错误，并声称这项投资使他丧失了约2000亿美元的投资回报。巴菲特声称，如果他當初直接将这笔钱投资于保险业务，而不是买断伯克希尔·哈撒韦公司（因为他觉得自己被别人冒犯了），那么这些投资滾到了今天将获得比現在還高達数百倍的回报。

## 主要資產
- GEICO– 美國第二大汽車保險業公司，政府雇員保險公司。
- 通用再保險– 美國最大保險公司之一。
- Shaw Industries – 美國的地毯公司。
- Borsheim's Jewelry – 博希姆公司，歷史悠久的珠寶公司
- BNSF鐵路（BNSF Railway Company）：以265億美元買下其剩餘77.5%股權
- 時思糖果
- Dairy Queen
- NetJets
- 内布拉斯加家具商城（Nebraska Furniture Mart）1983年
- 波克夏·哈薩威能源（89.8%股權）1999年
- 加拿大Home Capital Group 38.39%股權
- 路博潤（Lubrizol）2011年3月14日以約97億美元購入
- Precision Castparts Corp 2015年8月10日以約375億美元購入
- AltaLink 2014年5月3日以約32億加元（約29億美元）購入
- Xtra Corp 2001年7月31日以約5.9億美元購入
- Pilot Flying J 2017年10月14日購入38.6%的合夥人權益

## 長期投資組合
- 蘋果公司 2.01%股權，最大的單一持倉，持有3億股，佔其整個股票投資組合約25.8%。
- 西方石油公司26.92%股權
- 卡夫亨氏 27.51%股權
- 可口可樂 9.29%股權
- 雪佛龍 6.79%股權
- 美國運通 21.64%股權
- 美國銀行 8.39%股權
- 安達保險集團 6.75%股權
- 穆迪 13.71%股權
- 克羅格 7.57%股權
- 星座品牌 6.75%股權
- 天狼星XM 35.44%股權
- 盟友金融公司 9.44%股權
- 達維塔保健 45.03%股權
- 威瑞信 14.15%股權
- STORE Capital 8.75%股權
- 達美樂披薩 7.55%股權
- 伊藤忠 8.53%股權
- 丸紅9.3%股權
- 三菱商事 9.67%股權
- 三井物產 9.82%股權
- 住友商事 9.29%股權

## 外部連結
- BERKSHIRE HATHAWAY INC.

- Berkshire Hathaway Inc. Class A stock的商業數據：  - Google
  - Reuters
  - SEC filings
  - Yahoo!
- Berkshire Hathaway Inc. Class B stock的商業數據：  - Google
  - Reuters
  - SEC filings
  - Yahoo!